# Турнер, Харальд
Харальд Фридрих Эмиль Турнер (нем. Harald Friedrich Emil Turner; 8 октября 1891, Лойн, Германская империя — 9 марта 1947, Белград, Югославия) — немецкий юрист, прусский государственный советник, группенфюрер СС и заместитель руководителя главного управления СС по вопросам расы и поселения. В 1941 и 1943 годах участвовал в уничтожении евреев и цыган в Сербии. Кроме того, в 1944 году 
непосредственно участвовал в немецкой политике германизации, особенно в Польше и СССР.

## Биография
Харальд Турнер родился 8 октября 1891 года в семье военнослужащего. Окончил гимназию в Гайзенхайме. С 1908 по 1920 год проходил военную службу в армии в качестве офицера сухопутных войск. С 1919 по 1920 год состоял в добровольческом корпусе «Везель».
В 1916 году женился на Хайди Бехтель, через год у пары родилась дочь Ирмингард, а в 1918 году — сын Харальд. В годы Первой мировой войны получил множество наград и орден. Впоследствии изучал право, получил докторскую степень и поступил на работу в прусском министерстве финансов.
В 1930 году вступил в НСДАП (билет № 970460). В 1932 году был зачислен в ряды СС. С 1933 по 1936 год был начальником окружного управления в Кобленце и впоследствии стал министериальдиректор в прусском министерстве финансов.
В апреле 1934 года служил в главное управление СД и в 1939 году ему было присвоено звание бригадефюрера СС. После завершения польской кампании работал в управлении генерал-губернаторства. В июле 1940 года был отправлен в Париж, где стал начальником немецкой военной администрации.
В сентябре 1941 года был назначен шефом немецкой военной администрации в Сербии. Там он вскоре приобрёл быструю репутацию при быстром и безжалостном уничтожении сербских евреев и цыган, о чём свидетельствуют различные документы. Например, в приказе от 26 сентября 1941 года он писал, что «евреи и цыгане в целом представляют из себя небезопасный элемент и следовательно угрозу общественному порядку и безопасности. Это еврейский интеллект привёл к войне, и он должен быть уничтожен». Уже через полгода 11 апреля 1942 года он отрапортовал телеграмму Карлу Вольфу из личного штаба Гиммлера: «ещё несколько месяцев назад я расстрелял всех евреев в здешних краях и заключил еврейских женщин и детей в концентрационных лагерях и заодно при помощи СД приобрёл „освободительную машину“ (эвфемизм газвагена)». 29 августа того же года на докладе к уполномоченному вермахта на Юго-Востоке заявил: «Сербия — единственная страна, в котором еврейский и цыганский вопрос решён».
С января по июня 1944 года был заместителем руководителя главного управления СС по вопросам расы и поселения. В августе 1944 года подверг критике нацистскую партию в юнкерской школе СС в Брауншвейге и требовал, чтобы СС заменила нацистскую партию, за что его лишили должности и отправили на фронт. После окончаний войны попал в британский плен и в соответствии с Лондонским статутом экстрадирован в Югославию. В марте 1947 года был повешен в Белграде.